# 奇斯泰拉山

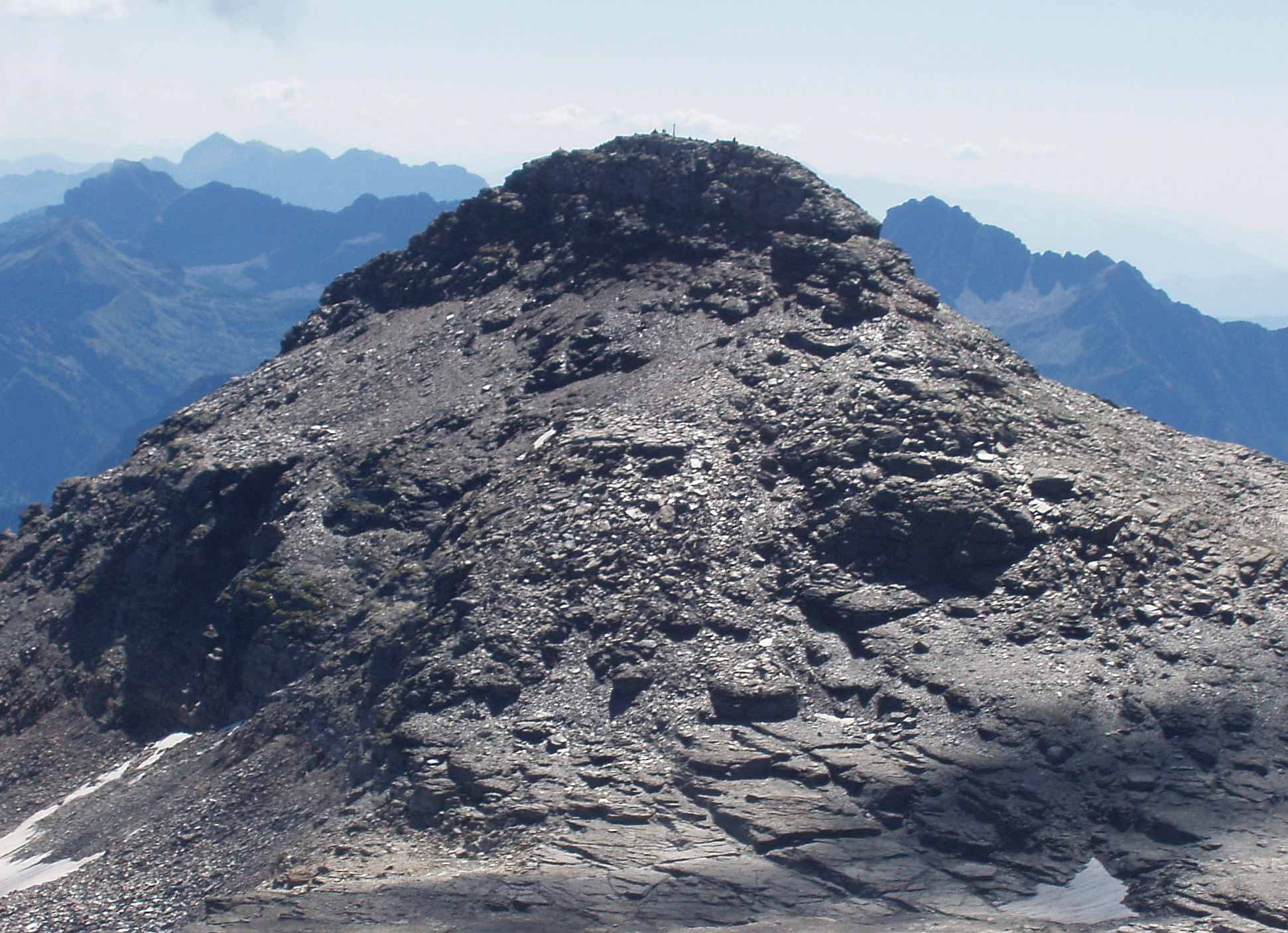

46°15′34.0″N 8°15′11.0″E / 46.259444°N 8.253056°E
奇斯泰拉山（義大利語：Monte Cistella），是意大利的山峰，位於該國西北部，由皮埃蒙特大區負責管轄，屬於勒蓬廷阿爾卑斯山脈的一部分，海拔高度2,880米，每年平均降雨量2,221毫米。